# Me'ir Fišeles
Rabi Me'ir Fišeles (* kolem roku 1713/5733, Mladá Boleslav - 16. prosince 1769, Praha) byl pražský rabín a dlouholetý roš ješiva.
Někdy je označován jako Maharam Bumsla (název pro Mladou Boleslav, srov. německé Bunzlau) po svém rodném městě.

## Život
Narodil se v Mladé Boleslavi jako syn rabiho Efrajima Fischla Margalia. V dětství se učil u rabína Šmu'ela Krakauera a po smrti otce byl v mládí jedním ze studentů a spolupracovníků rabiho Jonathana Eybenschütze.
Byl členem soudu městského rabína Ezechiela Landaua. Po čtyřicet let působil jako roš ješiva a rabín. Mnoho z jeho studentů se stalo významnými rabíny, např. Eleazar Flekeles či Ja'akov Ginzburg.
Rabi Fischeles byl relativně zámožný a vedle své duchovní a pedagogické činnosti se věnoval také charitě a podporoval mnoho pražských rodin a učenců.
Většina jeho spisů byla ztracena při požáru Starého Města v roce 1754, některé jeho spisy byly po jeho smrti otištěny v knize Hasbarot Maharam Bumsla.
Zemřel 17. kislevu 5530 (16. prosince 1769). Na jeho pohřbu pronesl řeč Noda bi-Jehuda. Předčítal text, který mu podle jeho slov byl zjeven ve snu týden před smrtí rabi Fišeles, aby jej zařadil do své smuteční řeči, až rabi Fišeles zemře.

## Rodina
Rabbi Me'ir Fišeles se oženil s Lajtel, dcerou rabína Mojše Ginzburga. Po její smrti se znovu oženil s Rachel, dcerou rabína Šimona Frankela Šapiry, vedoucího pražské kehily, která byla vdovou po rabínu Baruchu Spitzovi. Po smrti Lajtel, rozené Leitersdorf, se oženil s vdovou po rabim Akivu Egerovi.
Jeho synové byli rabi Liv Fischeles, který se po otci stal roš ješiva, a rabi Moše Fischer, tchán rabína Samuela Landaua, syna slavného pražského rabína Ezechiela Landaua. Jeho zeť, rabi Baruch Bendt Došnit, byl rabínem z Nijmegenu v Nizozemsku. Jeho vnuk David Fischl byl jedním z hodnostářů pražské kehily.